# Серија Б Бразила у фудбалу
Серија Б је други ниво такмичења у бразилском фудбалу. Од 2007. године, ову дивизију чини 20 тимова. Од када је настала, 1971. године, Серија Б је скоро редовно мијењала формат такмичења, а било је и сезона када није ни играна.

## Чланови Серије Б у текућој сезони (2007)
У сезони 2007 у Серији Б учествује 20 тимова:
| - Аваи (SC) - Баруери (SP) - Бразиљенсе (DF) - Сеара (CE) - Коритиба (PR) | - КРБ (AL) - Criciúma (SC) - Форталеза (CE) - Еспортива Гама (DF) - Ипатинга (MG) | - Итуано (SP) - Марилија (SP) - Паулиста (SP) - Понте Прета (SP) - Португеса (SP) | - Ремо (PA) - Санта Круз (PE) - Санто Андре (SP) - Сао Каетано (SP) - Виторија (BA) |